# Parque natural regional Santurbán-Salazar de las Palmas

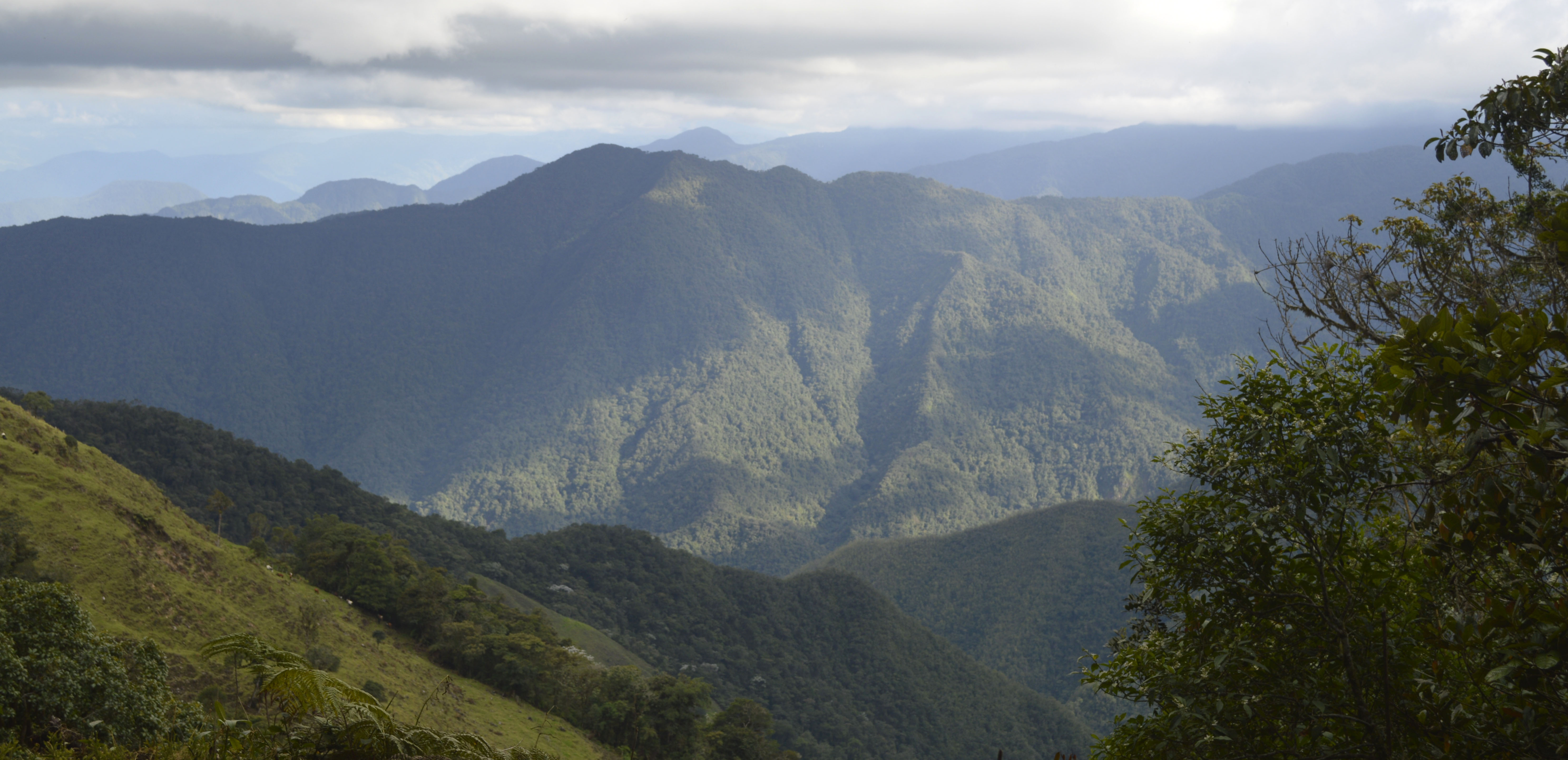
Bosques Altos Andinos Vereda Pomarrosos, parque natural Regional Santurbán - Salazar de las Palmas

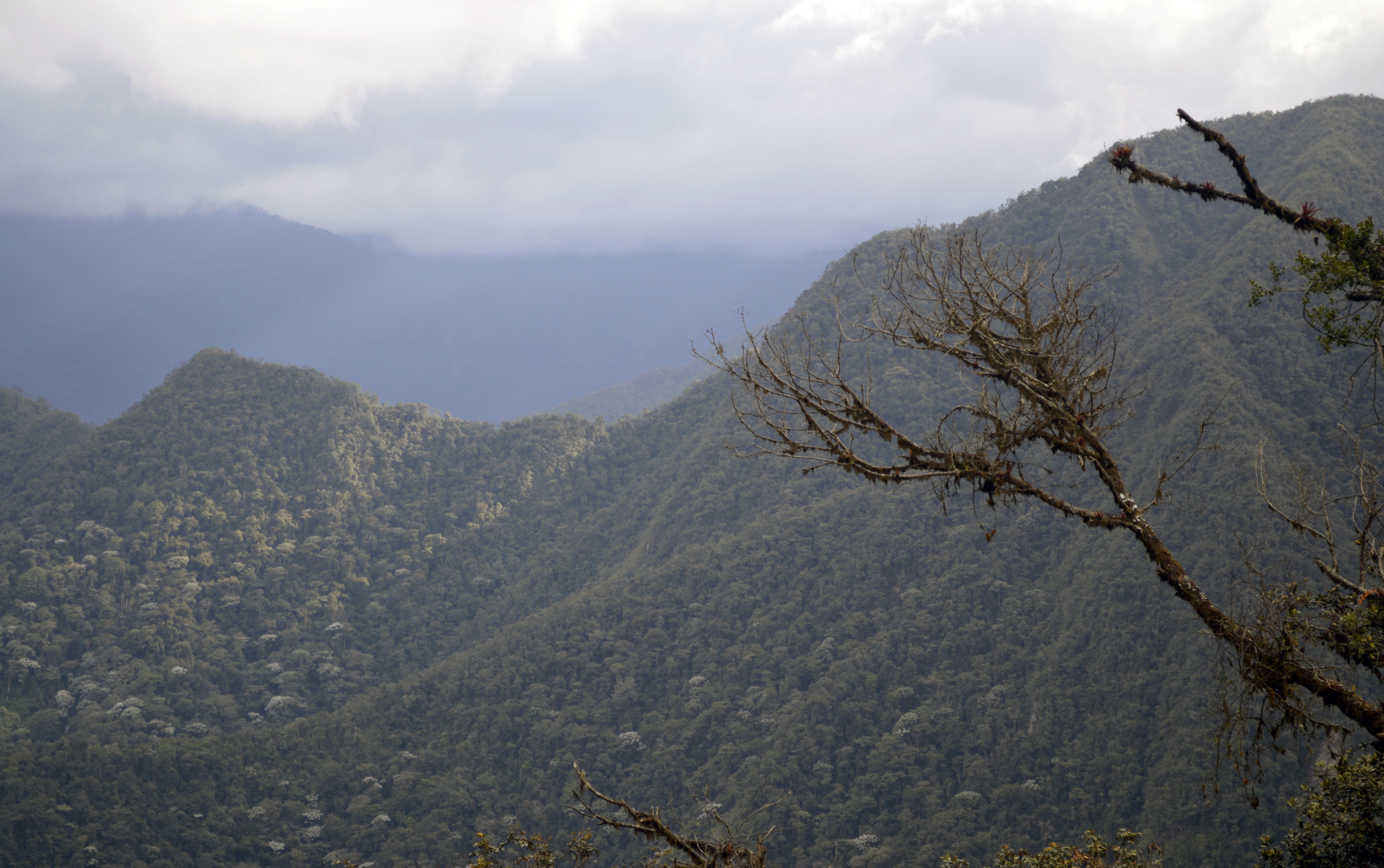
Bosques Altos Andinos Vereda Sanguino, parque natural Regional Santurbán - Salazar de las Palmas

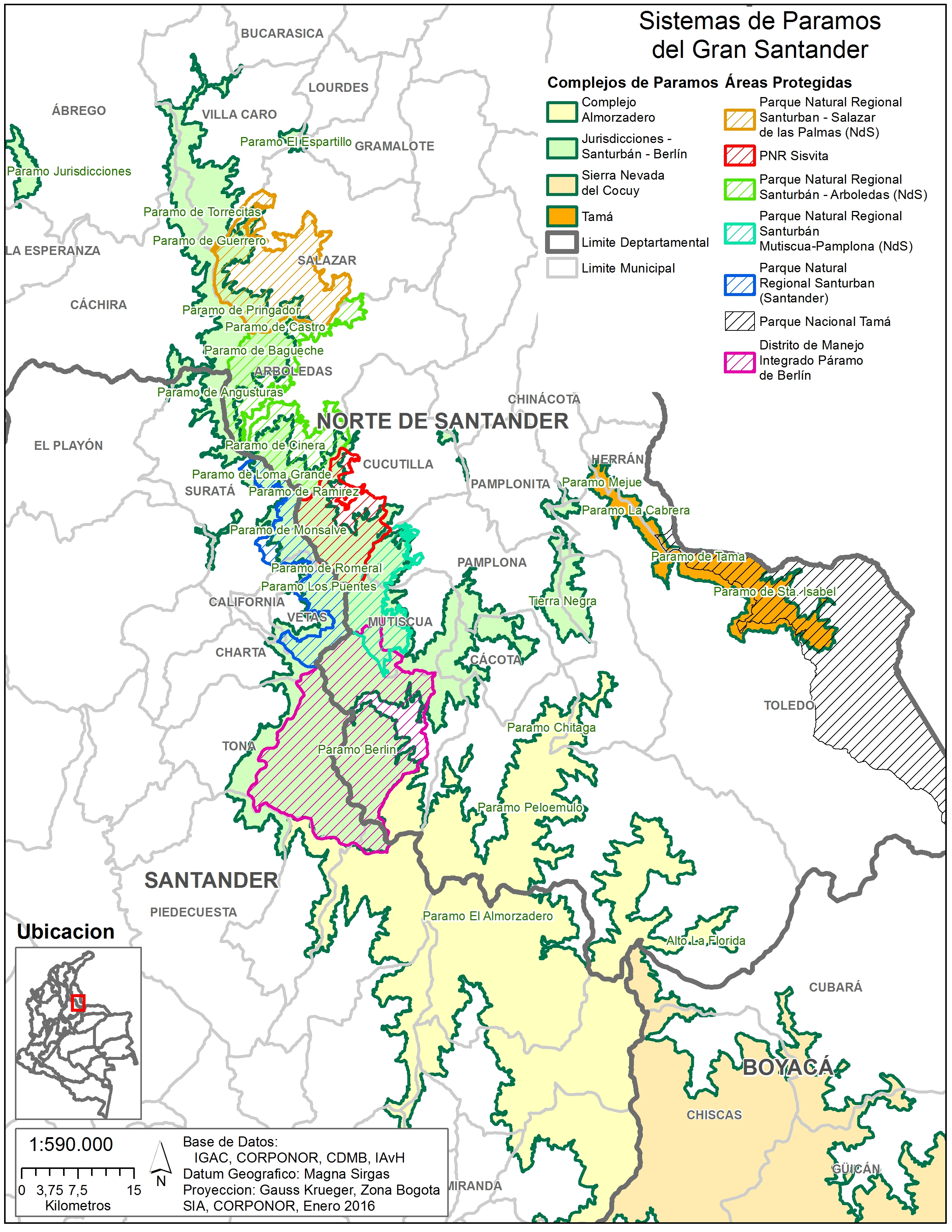
PNR Santurbán - Salazar dentro del Sistema de Páramos Santurban y Almorzadero

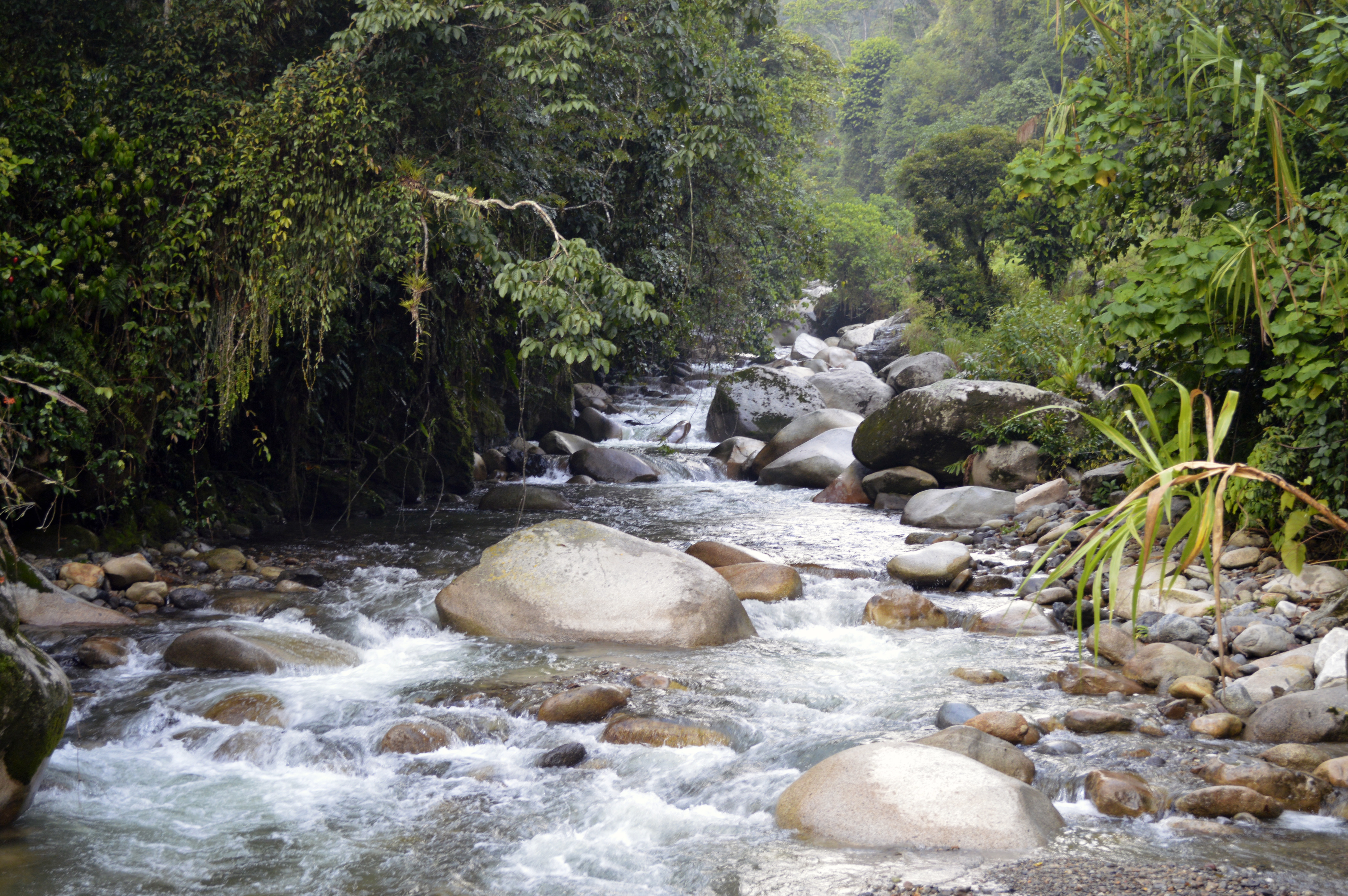
Río Salazar, Veredas Amarilla y Camponuevo Sur, alimentado por el PNR Santurbán - Salazar de las Palmas

El Parque Natural Regional Santurbán – Salazar de las Palmas es un área natural protegido de Colombia, que se localiza en su mayoría en la parte alta de la cuenca del Río Zulia y de una menor extensión en la parte alta de la cuenca del Río Sardinata. Fue declarado el 21 de diciembre de 2013 bajo la categoría de parque natural Regional. Su área total de 190,88 km² abarcan un rango altitudinal de 1160 m.s.n.m hasta los 3925 cubriendo las formaciones vegetales conocidas como bosque andino, altoandino y páramos en parte del nudo de Santurbán.  Políticamente se encuentra en el departamento de Norte de Santander, municipio de Salazar de Las Palmas y comprende partes de las veredas La Amarilla, Pomarrosos, Campo Nuevo Sur, Quebrada Honda-Laureano Gómez, Batatal, Sanguino, Los Andes y Santa Rosa. De los 54 predios del Parque 30 son de propiedad pública (Alcaldía, Gobernación,  Corponor, Baldíos de la Nación, Otros Municipios), los que comprenden el 78% del área (14.835 has),  y 24 predios o 22% del área (4.253 ha) son de propiedad privada.

## Contexto del área
El parque natural Regional Santurbán – Salazar de las Palmas se encuentra en la unidad biogeográfica de Santurbán, territorio en el que los Departamentos de Santander y Norte de Santander comparten cerca de 200.000 has de páramos y bosques alto andinos. Este es un sitio estratégico como reserva natural y zona de recarga y regulación de agua, produciendo un caudal estimado de 12m³ cada segundo, clave para el desarrollo regional representado en la central termoeléctrica Tasajero, el acueducto de Cúcuta, el cultivo de cerca de 16 mil hectáreas de café,  el distrito de riego del Zulia, y en la potencialidad futura prospectada en la ampliación de la fase II de Termotasajero y el embalse multipropósito del Cínera. Además, el Parque Regional posee una alta riqueza en flora, fauna y microbiota y ofrece paisajes andinos potenciales para el turismo.

## Descripción del área

### Aspectos biofísicos
El área presenta una cobertura predominante de bosque denso alto con un 83.3%, seguido del herbazal denso con el 6,4% (vegetación de páramo), en menor proporción se encuentran coberturas de herbazales, pastos enmalezados, pastos limpios y lagunas naturales. En síntesis el 97% del área presenta coberturas de origen natural y el 3% corresponde a coberturas de origen cultural, lo cual evidencia un muy buen nivel de conservación.

### Flora
En cuanto a la flora presente en el área, acorde un estudio realizado en el año 2008, en el área de páramo se diferencian seis tipos de comunidades vegetales: frailejonales, pajonales – frailejonales,  praderas, matorrales, rosetales, y chuscales. Los frailejonales se caracterizan por el dominio de Espeletia conglomerata. En ellos se encontraron 22 especies entre plantas vasculares y helechos, y las familias con mayor número de especies y géneros son Asteraceae y Poaceae. Su estructura muestra un estrato rasante (<0.3 m) y otro herbáceo (0.3 -1.5 m), con porcentajes de cobertura 70 y 80% respectivamente, en el primero se registraron 19 especies y 6 en el segundo.
En relación con los bosques andinos, el mismo estudio describe como frecuentemente nublados, y profusamente epifitados por orquídeas bromelias, musgos, líquenes, y diferentes especies de plantas herbáceas, con predominio de micrófilas, y en muy buen estado de conservación, cuya presencia se ve favorecida por la topografía escarpada del terreno. Sin embargo, por ser una zona de fuertes pendientes y de suelos poco compactos, se tienden a presentar derrumbes frecuentes que arrasan con la vegetación, de tal manera que algunos sectores existen bosques secundarios producto de la regeneración natural. En los bosques de esta zona se encontraron 22 familias distribuidas en 40 especies y 266 individuos de plantas vasculares y helechos arborescentes, con un DAP igual o superior a 2,5 cm. Las familias con mayor número de especies fueron: Melastomataceae y Laura-ceae, y las que presentaron el mayor número de individuos Piperaceae, Lauraceae y Cyatheaceae, El suelo presenta buena cobertura en los estratos subordinados (rasante y herbáceo) con dominancia de especies de las familias Rubiaceae, y Arecaceae.

### Fauna
En cuanto a la fauna, el estudio del 2008, indica que en el área se presentan dos especies de herpetos con distribución restringida la rana Eleutherodactylus batrachites, que es un endemismo regional solo conocida en los municipios de Cucutilla y Salazar, y el lagarto Stenocercus lache, un endemismo registrado únicamente para la laguna de La Virgen en la región de Santurbán y en las estribaciones de la Sierra Nevada del Cocuy.
Respecto a las aves, para la región del estudio han sido registradas un total de 201 especies de aves, pertenecientes a 31 familias y 144 géneros; en cuanto a mamíferos se encuentran elementos como el zorro (Cerdocyon thous), la comadreja (Mustela frenata) y el puma (Puma concolor).

### Clima
En cuanto al clima, típico del páramo (la zona alta de la declaratoria propuesta), se caracteriza por ser frío a extremadamente frío, temperaturas mínimas por debajo de 0 °C y máximas que superan los 35 °C. En temperatura promedio, las zonas altas de la declaratoria propuesta tienen una temperatura de entre 6 y 7 °C, mientras que las zonas bajas pueden tener una temperatura promedia más moderada de hasta 19°.
El Área Declaratoria Propuesta demuestra un rango de precipitación promedio de 1300 hasta 2500mm/año, con una mayor precipitación de 2500m en el este del área y una menor precipitación en el oeste de la misma. A esta precipitación en forma de lluvia se agrega una constante precipitación horizontal en la parte alta de la zona propuesta, la cual no es medida por las estaciones pluviométricos del IDEAM, pero que está descrita en varias publicaciones científicas sobre el ecosistema del páramo.

## Bienes y servicios ambientales
Cuantificando la oferta Hídrica se estima que dentro del área se produce constantemente un caudal promedio de 12.200 litros/s, es decir 12,2 m³/s. Gracias al buen estado de conservación del área, este caudal baja con una alta calidad y con un muy bajo grado de sedimentación. El 18% del agua del Río Zulia, a la altura de Cúcuta, nace en el área declaratoria propuesta. Dentro de la declaratoria nacen el Río Peralonso, el Río Salazar y un gran número de quebradas como la Amarilla, Honda y Sanguino.
El área brinda una gran cantidad de servicios ecosistémicos, a nivel local produciendo agua para los acueductos veredales y municipales, a nivel regional produciendo gran cantidad del agua necesaria para sustentar la economía del departamento y a nivel global como un almacén de carbono importante.
Gran parte de la economía de Norte de Santander depende del agua producida en el Páramo de Santurbán y especialmente en el Sector de Salazar: 12.000 Productores de Café en la cuenca utilizan el agua como base de su económica, igual como el sector arrocero, cual por en el distrito de riego de Río Zulia, administrado por Asozulia y con 1.400 productores de arroz asociados, utiliza un caudal constante de 14 m³/s del agua de la cuenca. La central térmica de Tasajero (Termotasajero), capta un caudal constante de 7m³/s del Río Zulia para los procesos de enfriamiento de las turbinas para la generación eléctrica. La Planta, gracias al agua fría y limpia del Río Zulia genera actualmente 163Mw/h de energía y se encuentra en una fase de ampliación para duplicar su capacitad de generación de energía.
Además de soportar las actividades económicas señaladas anteriormente, el área declaratoria es la fuente de suministro de agua para consumo humano de los municipios de Salazar, Santiago, San Cayetano, El Zulia y Cúcuta. Cúcuta, con un caudal concesionado de 1 m³/s a la empresa Aguas Kpital, es el consumidor mayor, y con los planes de la construcción de una nueva captación de agua sobre el Río Zulia, iniciando en 2014, está planificando y aumentando el consumo de agua del Río Zulia a 3m³/s.
El Páramo y el Bosque Andino del área de la declaratoria cumplen una importante función en la regulación del ciclo hidrológico de la cuenca: favorecen la regularidad de la precipitación de la zona a través de continuo bombeo de agua del suelo hacia la atmósfera por medio de la transpiración de las plantas. Durante lluvias torrenciales, las copas de los árboles interceptan una gran cantidad de agua y así disminuyen el riesgo de inundación y/o socavaciones en la parte mediana y baja de la cuenca, lo que apoya evadir el daño y la pérdida de infraestructura durante inviernos fuertes. Durante épocas de sequías el bosque en un buen estado de conservación es capaz de devolver a la cuenca el agua que ha almacenado durante las temporadas lluviosas y así disminuye el riesgo de que la población y la economía de Norte de Santander sea afectada gravemente durante las temporadas secas. Además la protección de la cobertura vegetal del área disminuye significativamente el riesgo de deslizamientos y la pérdida de suelos a través de la erosión.
En el aspecto de cambio climático hay que constar que las 16.526 hectáreas de bosque del área tienen una función importante como almacén de carbono. Aplicando metodologías desarrollados por el IDEAM, la fundación Moore y la Universidad Nacional de Colombia, se puede estimar que dentro de los bosques del área propuesta se almacenen un total de 1.873.603 toneladas de carbono. Conservar esta biomasa de bosque, evitando su degradación, aporta a la meta global de mitigar el cambio climático evitando la liberación del carbono y el subsiguiente aumento del dióxido de carbono en la atmósfera.